# 다그마르 하제
다그마르 하제(독일어: Dagmar Hase, 1969년 12월 22일 크베들린부르크 ~ )는 독일의 전직 수영 선수로 자유형과 배영에서 전문적으로 활약했다. 그녀는 1992년 하계 올림픽 400m 자유형에서 금메달을 획득했다.
그녀는 1992년과 1996년 올림픽에 출전했다.